# گشتات

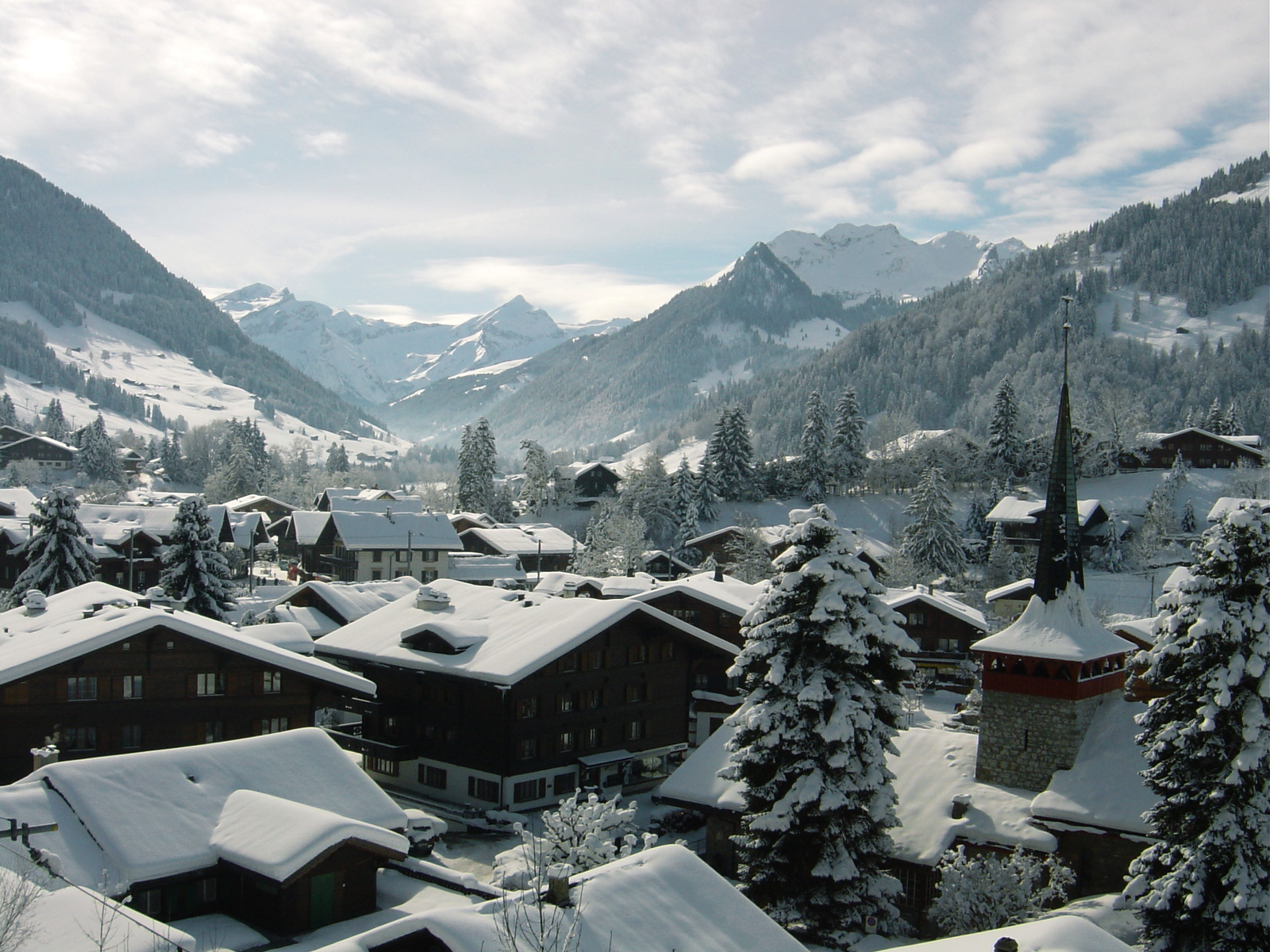

گشتات (‎/ɡəˈʃtɑːd, -ˈstɑːd-/‎ gə-SHTAHD, -STAHD ; تلفظ آلمانی: [kʃta:t]) شهری در بخش آلمانی زبان در کانتون برن در جنوب غربی سوئیس است. این بخشی از شهرداری زانن است و به عنوان یک تفریگاه بزرگ اسکی و مقصد محبوب در میان جامعه مرفهین و مسافرین با جت‌های شخصی شناخته می‌شود. پردیس زمستانی موسسه له روزه در گشتات واقع شده‌است. گشتات حدود ۹۲۰۰ نفر جمعیت دارد و از سطح دریا ۱٬۰۵۰ متر (۳٬۴۴۵ فوت) بالاتر است.